# Lijst van burgemeesters van Midwoud
Dit is een lijst van burgemeesters van de voormalige Nederlandse gemeente Midwoud in de provincie Noord-Holland. 

Deze gemeente ontstond per 1 mei 1817 als afsplitsing van de toenmalige gemeente Nibbixwoud. Per 1 januari 1979 werd Midwoud samengevoegd met de gemeenten Abbekerk, Opperdoes, Sijbekarspel , Twisk en het dorp Hauwert (tot dan behorend tot de gemeente Nibbixwoud) tot de nieuwe gemeente Noorder-Koggenland.
| Ambtsperiode                       | Naam burgemeester          | Leven                               | Partij of stroming | Bijzonderheden |
| ---------------------------------- | -------------------------- | ----------------------------------- | ------------------ | --- |
| 1817 - 1826                        | Henricus (H.) Zijp         | 13 februari 1764 - 14 augustus 1826 |                    | Van 1792 tot 1817 burgemeester van Nibbixwoud. Zoon van Jan Cornelisz Zijp, burgemeester van Stede Abbekerk te Twisk (ca.1752-1792). Broer van Maarten Zijp Jzn., burgemeester van Twisk. Vader van zijn opvolger Klaas Zijp en van Cornelis Zijp, burgemeester van Westwoud. |
| 22 augustus 1826 - 14 januari 1852 | Klaas (K.) Zijp            | 10 februari 1792 - 2 november 1862  |                    | In dezelfde periode tevens gemeentesecretaris van Midwoud. Zoon van zijn voorganger, Henricus Zijp. Broer van Cornelis Zijp, burgemeester van Westwoud. Vader van Henricus Zijp. Lid van de Provinciale Staten van Noord-Holland voor Schagen (25 november 1840 tot 1850) en voor Enkhuizen (1850 tot 1862). Hoofdingeland van West-Friesland.                                                                       |
| begin 1852 - 8 oktober 1861        | Teunis (T.) Groot          | 20 juli 1810 - 8 oktober 1861       |                    | Tevens gemeentesecretaris van Midwoud. Oom van Frederik Groot Jbz., een schoonzoon van zijn voorganger Klaas Zijp. |
| 6 november 1861 - 27 januari 1862  | Henricus (H.) Zijp         | 22 april 1817 - 27 januari 1862     |                    | Zoon van Klaas Zijp. |
| 5 maart 1862 - 6 maart 1900        | Frederik (F.) Groot Jbz.   | 8 december 1828 - 6 maart 1900      |                    | Op 28 april 1850 getrouwd met Trijntje Zijp, dochter van Klaas Zijp. Als getuigen waren onder andere aanwezig zijn zwager Henricus Zijp en zijn oom Teunis Groot. Frederik en Trijntje woonden in de Mariënhof te Midwoud. |
| 1900 - 31 maart 1934               | Henricus Jacob (H.J.) Avis | 11 mei 1868 - 26 oktober 1943       |                    | Achterkleinzoon van Klaas Zijp (De moeder van Henricus Jacob was Engeltje Zijp, haar vader was Henricus Zijp, diens vader was Klaas Zijp). Vader van zijn opvolger Jacob Henricus Avis. Op 22 april 1889 trouwde hij met zijn achter-achter-tante Trijntje Zijp, nl. de kleindochter van de broer van Klaas Zijp (de vader van Trijntje was Jan Zijp, diens vader was Gerrit Zijp, dit was de broer van Klaas Zijp). |
| 1 april 1934 - 15 mei 1956         | Jacob Henricus (J.H.) Avis | 15 september 1891 - 15 mei 1956     |                    | Zoon van zijn voorganger Henricus Jacob Avis. |
| 1956 - 1965                        | Arie (A.) van Dienst       | 1919 - 1997                         | PvdA               | Aansluitend burgemeester van Krimpen aan de Lek. |
| 1965 - 31 december 1978            | Piet (P.) Smit             | 5 augustus 1921 - 8 maart 1990      | PvdA               | Per 1 augustus 1969 tevens burgemeester van Sijbekarspel. Vanaf 1 januari 1979 burgemeester van Noorder-Koggenland. |